# Virginia Slims of Hollywood 1978
Virginia Slims of Hollywood 1978  — жіночий тенісний турнір, що відбувся на закритих кортах з килимовим покриттям Sportatorium у Голлівуді (США) в рамках Світової чемпіонської серії Вірджинії Слімс 1978. Турнір відбувся вдруге і тривав з 9 січня до 15 січня 1978 року. Друга сіяна Івонн Гулагонг Коулі здобула титул в одиночному розряді й отримала за це 20 тис. доларів США.

## Фінальна частина

### Одиночний розряд
Івонн Гулагонг Коулі —  Венді Тернбулл 6–2, 6–3

### Парний розряд
Розмарі Казалс /  Венді Тернбулл —  Франсуаза Дюрр /  Вірджинія Вейд 6–2, 6–4

## Розподіл призових грошей
| Дисципліна       | П       | F       | 3-тє   | 4-те   | ЧФ     | 1/8    | 1/16 |
| Одиночний розряд | $20,000 | $10,500 | $6,300 | $5,500 | $2,800 | $1,550 | $850 |